# Agonia (canção)

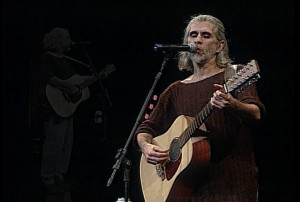
Oswaldo Montegegro, cantor que defendeu "Agonia" no MPB80

"Agonia" é uma canção do compositor Mongol, vencedora do Festival da Nova Música Popular Brasileira (MPB80), realizado em 1980, defendida por Oswaldo Montenegro, amigo de infância do compositor.
A canção foi defendida no Maracanãzinho, que lotou por ocasião de sua apresentação, e se tornou um dos grandes êxitos nacionais da MPB.
Posteriormente, permaneceu na memória popular, sendo citada na Canção Aos Meus Heróis, de Julinho Marassi & Gutemberg, que faz homenagem a 30 grandes nomes da MPB, bem como em diversos livros e trabalhos acadêmicos.